# 遠い日のゆくえ
『遠い日のゆくえ』（とおいひのゆくえ）は、日本のテレビドラマ。WOWOW主催による第3回WOWOWシナリオ大賞で、過去最多の730編中から大賞を受賞したシナリオ「仄かに薫る桜の影で」をもとにドラマとして製作され、2011年（平成23年）3月13日にドラマWで放映された。現代社会における独居世帯と孤独死の増加や無縁社会などを背景とし、特殊清掃業に勤める主人公の、孤独死の女性の現場を通じての心の成長を描く。同2011年には、衛星放送協会による衛星放送協会オリジナル番組アワードで、オリジナル番組賞ドラマ番組部門の最優秀番組に選出された。

## キャスト
- 宮脇孝志：永山絢斗
- 今西桜子：富田靖子
- 山上高次：寺脇康文
- 竜崎拳太：山崎樹範
- 広瀬美月：菊池亜希子
- 宮脇玲香：剛力彩芽
- 神田貴史：三田村邦彦
- 沢村喜和子：風吹ジュン
- 沢村和枝：吉田羊
- 神田朝晴：高橋和也
- 沢村喜和子（中学生時代）：瓜生美咲
- 神田貴史（中学生時代）：野村周平
- 今西春奈：相葉香凛
- でんでん
- 佐戸井けん太